# Stadtbahnstation Forest Hill
Forest Hill ist eine im Bau befindliche unterirdische Stadtbahnstation in Toronto. Sie entsteht als Teil der Eglinton-Linie, die zum Netz der Toronto Subway gehören wird. Die Station befindet sich im Stadtteil Forest Hill, unter der Kreuzung von Eglinton Avenue West und Bathurst Street. Ihre Eröffnung ist für das Jahr 2023 geplant.
Die von IBI Group Architects und SNC Lavalin entworfene Station wird über zwei Eingänge verfügen. Der barrierefreie Haupteingang wird sich an der Nordostseite der Straßenkreuzung befinden, der Nebeneingang etwa 50 Meter westlich davon an der Nordseite der Eglinton Avenue. Beide werden eine Verbindung zur Verteilerebene herstellen, von wo aus der Mittelbahnsteig auf der zweiten Ebene erreicht werden kann. Vorgesehen sind Umsteigemöglichkeiten zu vier Buslinien der Toronto Transit Commission.
Im Juni 2013 begannen die Tunnelbohrarbeiten an der Eglinton-Linie. Am 18. April 2016 stürzte ein Gerüst, das über der Fassade des zukünftigen Nebeneingangs errichtet worden war, ein und verletzte sieben Personen, drei davon schwer. Ursprünglich hätte die Station im September 2021 in Betrieb genommen werden sollen. Aufgrund verschiedener unvorhergesehener Probleme während der Arbeiten erklärte die staatliche Verkehrsplanungsgesellschaft Metrolinx im Februar 2020, dass sie erst im Verlaufe des Jahres 2022 eröffnet werden wird. Im Dezember 2021 rechnete Metrolinx jedoch damit, dass die Strecke möglicherweise erst zu Beginn des Jahres 2023 in Betrieb gehen könnte.